# Morten Haastrup Jensen
Morten Haastrup Jensen (født 5. maj 1989) er en dansk tidligere fodboldspiller.

## Karriere
Morten Haastrup Jensen havde, før skiftet til Vejle Boldklub, spillet hele sin karriere i Herfølge Boldklub, der senere blev til HB Køge. Han har været udtaget til ungdomslandshold, men blev valgt fra blandt andet grundet sin, for en målmand, relativt lave højde.
I sine første år i HB Køge agerede Morten Haastrup Jensen reserve for førstevalget Lars Bjerring. I 2010-11 sæsonen blev han selv førstevalget og var en del af holdet der sikrede oprykning til Superligaen.
Vejle Boldklub meddelte i juli 2013, at man havde skrevet en halvårig kontrakt med Morten Haastrup Jensen. Den 22. oktober 2013 blev kontrakten forlænget, så den varer til sæsonafslutningen i 2014. 
Den 6. juni 2014 meddelte Vejle Boldklub på sin hjemmeside, at man er i dialog med tre spillere om forlængelse af kontrakter, heriblandt Morten Haastrup Jensen.
Den 28. juli 2016 blev det offentliggjort, at Morten Haastrup Jensen indstillede karrieren efter kontraktudløb med Vejle Boldklub.